# Vòng loại Giải vô địch bóng đá trong nhà thế giới 2021 khu vực châu Á
Vòng loại châu Á Giải vô địch bóng đá trong nhà thế giới 2021 là một cuộc thi đấu futsal nam bất thường nhằm xác định hai trong số năm đội tuyển quốc gia là thành viên của Liên đoàn bóng đá châu Á (AFC) thi đấu tại Giải vô địch bóng đá trong nhà thế giới 2021 tại Litva, sẽ được tổ chức vào năm 2020 nhưng hoãn lại đến năm 2021 do đại dịch COVID-19.
Các trận đấu được diễn ra tại sân trung lập Khorfakkan Futsal Club Hall ở Khor Fakkan, Các Tiểu vương quốc Ả Rập Thống nhất từ 20–25 tháng 5 năm 2021.

## Thể thức
Năm đội châu Á thi đấu tại Giải vô địch bóng đá trong nhà thế giới 2021 ban đầu sẽ được xác định bởi Giải vô địch bóng đá trong nhà châu Á 2020, với năm đội đứng đầu sẽ vượt qua vòng loại. Sau khi giải vô địch bị hủy bỏ do đại dịch COVID-19, vào ngày 21 tháng 4 năm 2021, AFC đã thông báo rằng họ đã đồng ý với hai bộ tiêu chí để lựa chọn các đại diện của AFC cho Giải vô địch bóng đá trong nhà thế giới 2021. Tiêu chí đầu tiên lấy năm đội đứng đầu của giải đấu gần đây nhất (2018), trong khi tiêu chí thứ hai áp dụng hệ thống tính điểm để tính toán năm đội đứng đầu từ bảng xếp hạng tổng thể của ba giải đấu gần nhất của Giải vô địch bóng đá trong nhà châu Á (2014, 2016, 2018).
| Đội        | Hạng |
| ---------- | ---- |
| Iran       | 1    |
| Nhật Bản   | 2    |
| Uzbekistan | 3    |
| Iraq       | 4    |
| Liban      | 5    |

| Đội        | Hạng |
| ---------- | ---- |
| Iran       | 1    |
| Nhật Bản   | 2    |
| Uzbekistan | 3    |
| Thái Lan   | 4    |
| Việt Nam   | 5    |

Dựa trên kết quả của cả 2 tiêu chí, ba đội đứng đầu (Iran, Nhật Bản và Uzbekistan) được đề cử làm đại diện của AFC cho Giải vô địch bóng đá trong nhà thế giới 2021. Ngoài ra, bốn đội còn lại (Iraq, Liban, Thái Lan và Việt Nam) sẽ đá play-off hai lượt. Hai đội chiến thắng sẽ tham dự Giải vô địch bóng đá trong nhà thế giới 2021. Mặc dù tất cả các trận đấu đều diễn ra tại một địa điểm trung lập, luật bàn thắng sân khách vẫn sẽ được áp dụng.

## Bốc thăm
Lễ bốc thăm được tổ chức vào ngày 27 tháng 4 năm 2021, 16:00 MST (UTC + 8), tại trụ sở AFC ở Kuala Lumpur, Malaysia. Bốn đội (Iraq, Liban, Thái Lan và Việt Nam) được bốc thăm chia cặp. Đội được rút thăm đầu tiên trong mỗi cặp đấu sẽ là đội chủ nhà trong trận lượt đi, và đội được rút thăm thứ hai trong mỗi cặp đấu sẽ là đội chủ nhà trong trận lượt về. 

## Tổng kết
Các trận lượt đi diễn ra vào ngày 20 và 23 tháng 5, còn các trận lượt về vào ngày 25 tháng 5 năm 2021.
| Đội 1    | TTS     | Đội 2    | Lượt đi | Lượt về |
| -------- | ------- | -------- | ------- | ------- |
| Iraq     | 2–11    | Thái Lan | 2–7     | 0–4     |
| Việt Nam | 1–1 (a) | Liban    | 0–0     | 1–1     |

## Các trận đấu
| Iraq                            | 2–7      | Thái Lan                                                                            |
| ------------------------------- | -------- | ----------------------------------------------------------------------------------- |
| - Apiwat 14' (l.n.) - Zeyad 29' | Chi tiết | - Muhammad 1' - Jetsada 9' - Jirawat 23', 35' - Kritsada 23', 32' - Pornmongkol 25' |

| Thái Lan                                        | 4–0      | Iraq |
| ----------------------------------------------- | -------- | ---- |
| - Kritsada 6', 21' - Muhammad 20' - Jetsada 40' | Chi tiết |      |

Với tổng tỷ số 11-2, Thái Lan giành suất thứ 23 tham dự Giải vô địch bóng đá trong nhà thế giới 2021.
| Việt Nam | 0–0      | Liban |
| -------- | -------- | ----- |
|          | Chi tiết |       |

| Liban            | 1–1      | Việt Nam             |
| ---------------- | -------- | -------------------- |
| - Ali Tneich 37' | Chi tiết | - Châu Đoàn Phát 37' |

Tổng tỉ số là 1–1. Việt Nam thắng theo luật bàn thắng sân khách và giành suất cuối cùng (thứ 24) để tham dự Giải vô địch bóng đá trong nhà thế giới 2021.

## Cầu thủ ghi bàn
Đã có 15 bàn thắng ghi được trong 4 trận đấu, trung bình 3.75 bàn thắng mỗi trận đấu.
4 bàn thắng
- Kritsada Wongkaeo

2 bàn thắng
- Jirawat Sornwichian
- Muhammad Osamanmusa
- Jetsada Chudech

1 bàn thắng
- Tareq Zeyad
- Pornmongkol Srisubseang
- Châu Đoàn Phát
- Ali Tneich

1 bàn phản lưới nhà
- Apiwat Chaemcharoen

## Các đội bóng vượt qua vòng loại Giải vô địch bóng đá trong nhà thế giới 2021
Năm đội bóng thuộc AFC sau đây đã vượt qua vòng loại Giải vô địch bóng đá trong nhà thế giới 2021.
| Đội        | Ngày vượt qua vòng loại | Các lần tham dự trước đây tại Giải vô địch bóng đá trong nhà thế giới1 |
| ---------- | ----------------------- | ---------------------------------------------------------------------- |
| Iran       | 21 tháng 4 năm 2021     | 7 (1992, 1996, 2000, 2004, 2008, 2012, 2016)                           |
| Nhật Bản   | 21 tháng 4 năm 2021     | 4 (1989, 2004, 2008, 2012)                                             |
| Uzbekistan | 21 tháng 4 năm 2021     | 1 (2016)                                                               |
| Thái Lan   | 25 tháng 5 năm 2021     | 5 (2000, 2004, 2008, 2012, 2016)                                       |
| Việt Nam   | 25 tháng 5 năm 2021     | 1 (2016)                                                               |

1 In đậm chỉ ra đội vô địch năm đó. In nghiêng chỉ ra chủ nhà năm đó.